# Шмидт, Адольф
Адольф Шмидт (Adolf Schmidt) — немецкий малаколог и врач.

## Биография
Адольф Шмидт, сын состоятельного торгового агента, после окончания в 1826 году высшей медицинской школы в Эрлангене поступил учиться в Кёнигсбергский университет, но в том же году сменил учебное заведение на Гейдельбергский университет. После участия там в политических акциях, он был исключён из университета, однако, благодаря вмешательству влиятельных людей смог поступить в Университет Галле. В 1830 году он получил степень доктора наук по медицине.
Адольф Шмидт объехал Францию и Англию, пока в 1831 году не остался работать практикующим врачом в своём родном городе Франкфурте-на-Майне. В 1834 году вместе с единомышленниками он участвовал в учреждении городской клиники для бедных. В области медицины Шмидт приобрёл за метод лечения туберкулёза лёгких, успех которого был признан позже также критиками.

### Естественнонаучные исследования
Заинтересовавшись естествознанием, в частности малакологией, Адольф Шмидт вступил в 1832 году в Зенкенбергское общество естествоиспытателей и устроил в Зенкенбергском музее секцию моллюсков. Кроме того, Шмидт стал в 1845 году соучредителями Союза врачей во Франкфурте, а также в 1855 году Союза микроскопистов, руководителем которого он был до 1875 года.
Особое внимание уделял кишечным паразитам человека, причём он получил известность за участие в открытии солитера Taenia mediocanellata. Кроме того, Адольф Шмидт был первым, кто подтвердил носителя нового солитера в стадии финн в корове.

## Публикации
- Beiträge zur Malakologie: Mit drei Tafeln, G. Bosselmann, Berlin 1857